# Neushoornleguaan
De neushoornleguaan (Cyclura cornuta) is een grote hagedis uit de familie leguanen (Iguanidae).
Het is een van de grootste en bekendste leguanen. Het verspreidingsgebied op het eiland Hispaniola is echter marginaal, waardoor de soort als bedreigd wordt beschouwd. De neushoornleguaan eet zowel plantaardig als dierlijk materiaal.

## Naam en indeling
De wetenschappelijke naam van de neushoornleguaan werd voor het eerst voorgesteld door Pierre Joseph Bonnaterre in 1789 als Lacerta cornuta. De geslachtsnaam Lacerta betekent 'hagedis' en de soortnaam cornuta betekent 'hoorn'. De leguaan is later ook beschreven als Iguana cornuta en Metapoceros cornutus.

### Ondersoorten
Er worden twee ondersoorten erkend, waarvan er één vermoedelijk is uitgestorven. Vroeger werd nog een derde ondersoort erkend maar deze wordt als een aparte soort beschouwd; Cyclura stejnegeri.
| Naam                         | Auteur           | Verspreidingsgebied                                                                |
| ---------------------------- | ---------------- | ---------------------------------------------------------------------------------- |
| Cyclura cornuta cornuta      | Bonnaterre, 1789 | Grootste deel van het verspreidingsgebied.                                         |
| † Cyclura cornuta onchiopsis | Cope, 1885       | Alleen voor op het eiland Navassa. Deze ondersoort is waarschijnlijk uitgestorven. |

## Uiterlijke kenmerken

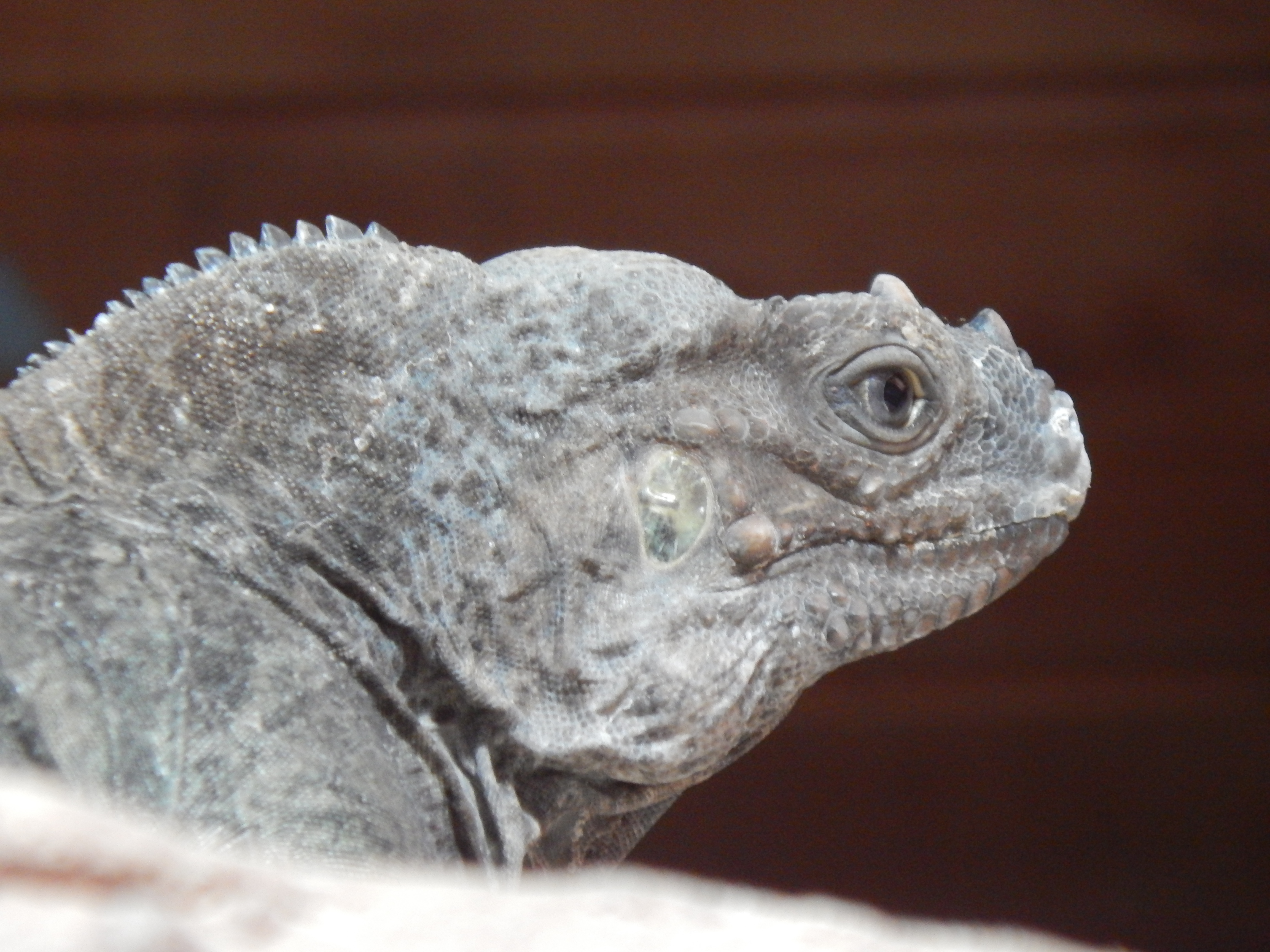
Exemplaar in de dierentuin van Bochum, Duitsland.

De neushoornleguaan dankt zijn naam aan de drie hoornachtige knobbels net voor de neusgaten bij de volwassen exemplaren. Bij de vrouwtjes blijven deze klein, maar bij de mannetjes lijken de knobbels op een neushoorn. De neushoornleguaan kan een lichaamlengte bereiken tot 1,2 meter, de mannetjes worden groter dan de vrouwtjes. De kleur is grijzig tot olijfgroen met nauwelijks zichtbare donkere dwarsbanden, op de staart echter zijn ze duidelijk aanwezig.
Over de bovenzijde van de rug en de staart is een duidelijke kam aanwezig, die onderbroken is boven de staartwortel. De kam is vooral bij de mannetjes geprononceerd en doet denken aan een zeil. Met name in de nek is de kam verhoogd. Over de gehele lengte zijn stekelachtige schubben aanwezig. Aan de onderzijde van de kop draagt de leguaan een keelwam.

## Levenswijze
De neushoornleguaan is sterk warmteminnend en houdt van hoge temperaturen en veel zonlicht. De leguaan spendeert veel tijd aan het nemen van een zonnebad. Alleen als het echt te heet wordt zoekt de leguaan de schaduw op.
De neushoornleguaan eet voornamelijk planten. Jonge dieren eten juist meer insecten, maar gaan geleidelijk aan meer fruit eten. Het is een bodembewonende soort, maar om bij vers fruit te komen wordt nog weleens in een boom geklommen. Ook landkrabben en krekels worden soms gegeten. Van de populatie op het eiland Mona is bekend dat ook rupsen worden gegeten. In gevangenschap wordt ook wel ander voedsel geaccepteerd, zoals regenwormen, cavia's en aardappelen. Hij maakt gebruik van bacteriën in zijn maag om zijn voedsel te helpen verteren.

## Vijanden
Bij voorkeur wordt de kustlijn opgezocht, maar door de menselijke activiteiten worden ze gedwongen verder landinwaarts te trekken. De lokale bevolking jaagt daarnaast op de leguaan om het vlees, al is de groene leguaan (Iguana iguana) voor dit doel populairder. De grootste vijanden zijn verwilderde honden, katten en varkens, die van nature niet voorkomen op de eilanden.

## Voortplanting en ontwikkeling

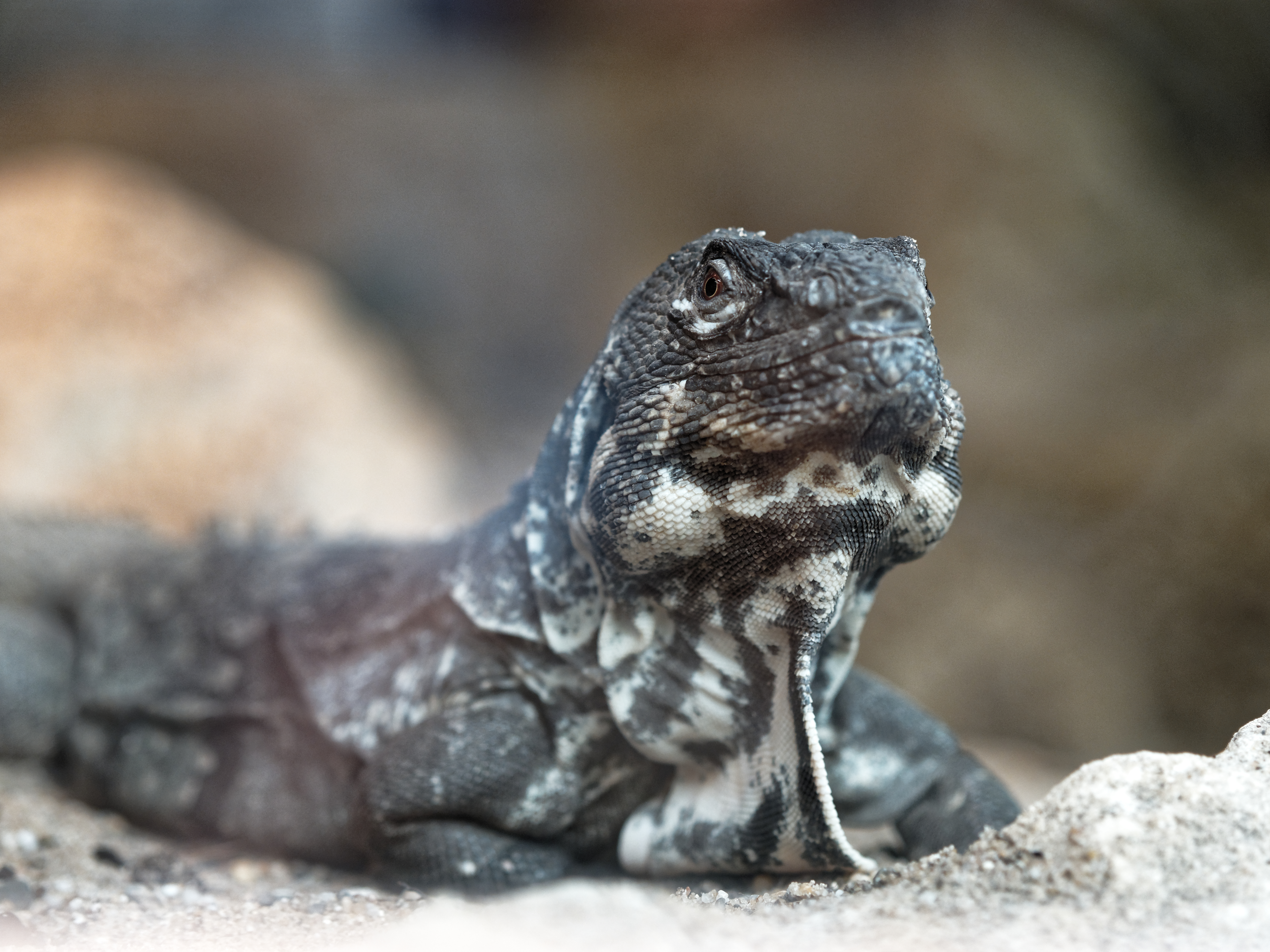
Jonge dieren zoals dit exemplaar uit Artis hebben nog geen neushoorn.

In de paartijd verdedigen de mannetjes een territorium. De vrouwtjes leggen de eieren vlak voor het regenseizoen, ze worden afgezet in een holletje in de grond. Per legsel kunnen twee tot meer dan 30 eitjes worden afgezet. Het vrouwtje blijft vaak enkele dagen waken bij het nest om de eieren te beschermen tegen roofdieren. Na ongeveer vijf maanden komen ze uit.
Als ze uit het ei kruipen zijn ze vijftien centimeter lang en in tegenstelling tot heel oude dieren erg actief. Ze hebben een heldere dwarsbanden-tekening in vergelijking met de ouders, maar ook vlekjespatronen komen voor. De juvenielen zijn pas na vijf tot negen jaar geslachtsrijp. De neushoornleguaan kan tientallen jaren oud worden.

## Verspreiding en habitat
De leguaan komt voor op Hispaniola onderdeel van de Grote Antillen, in drogere bossige gebieden in Haïti en enkele eilandjes van de Dominicaanse Republiek, waar de soort bedreigd is. In het grootste deel van het verspreidingsgebied komt de ondersoort Cyclura cornuta cornuta voor, twee andere ondersoorten zijn alleen bekend van twee kleine eilandjes, zie onder ondersoorten. De habitat bestaat uit droge en vochtige tropische en subtropische bossen, scrubland, graslanden en droge, rotsige streken. De soort is een bodembewoner die in open gebieden leeft met een rotsige ondergrond. 's Nachts wordt gescholen in rotsspleten, holle bomen en ondergrondse gangen.

## Beschermingsstatus
Door de internationale natuurbeschermingsorganisatie IUCN is de beschermingsstatus 'bedreigd' toegewezen (Endangered of EN).

## Afbeeldingen

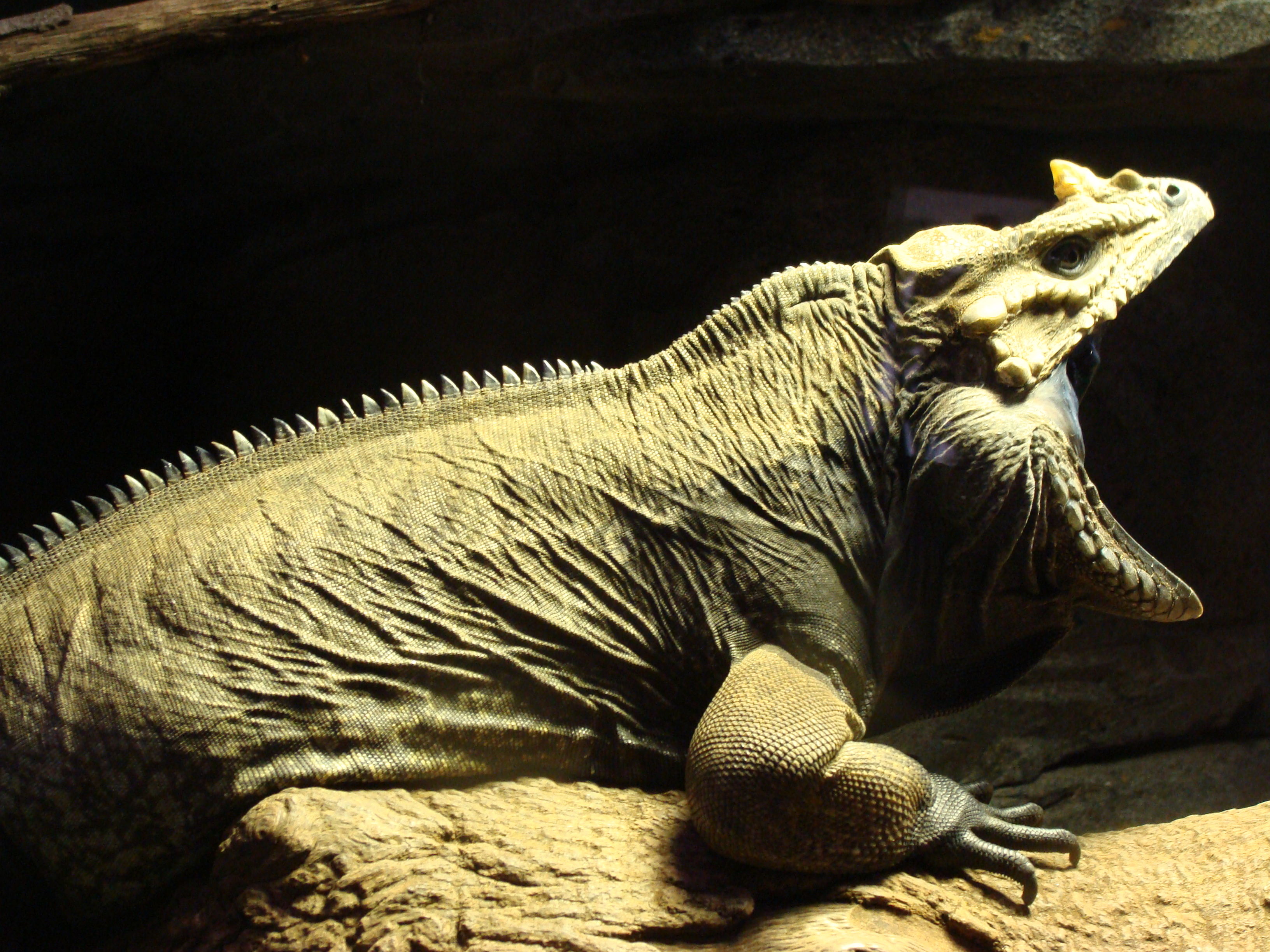
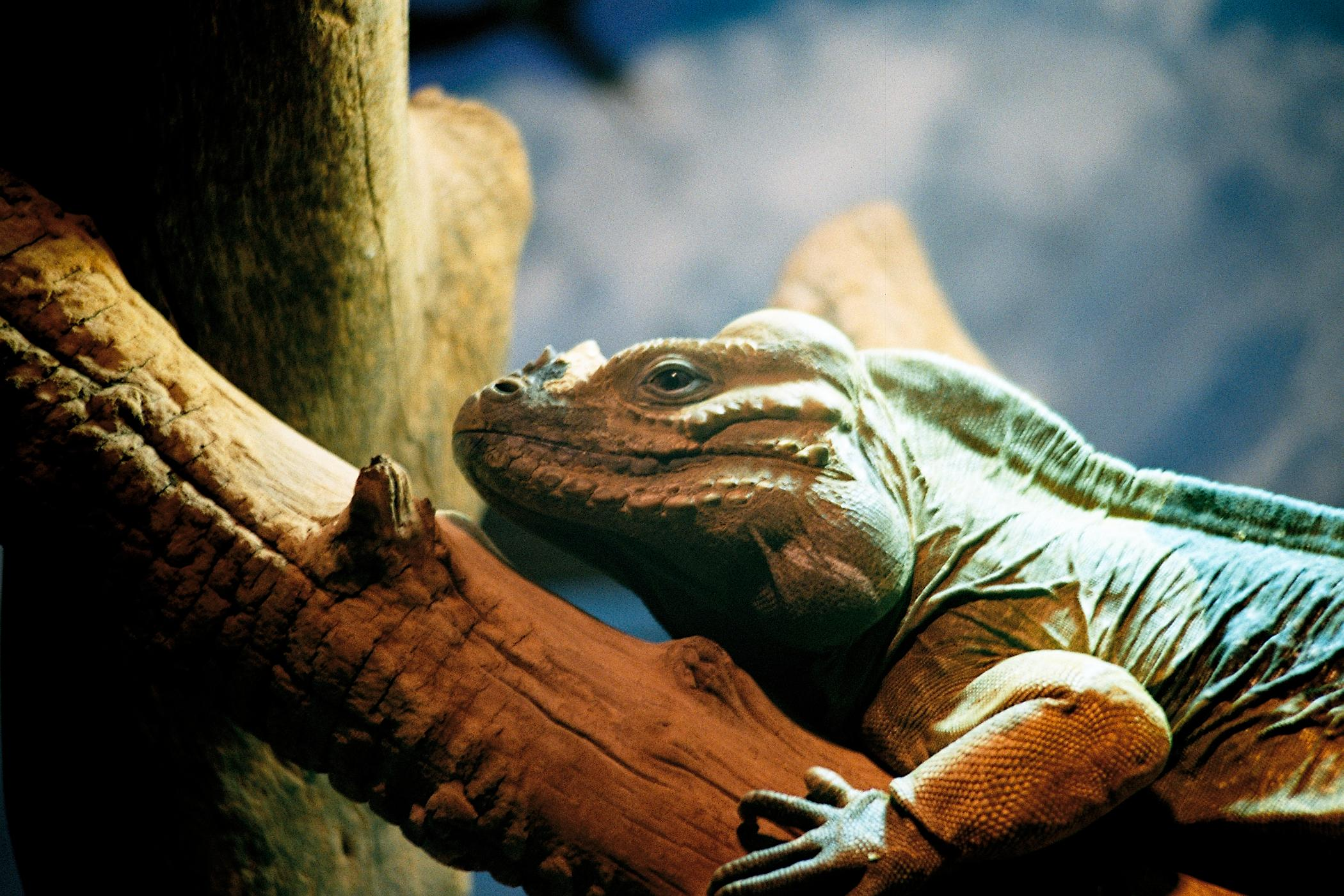
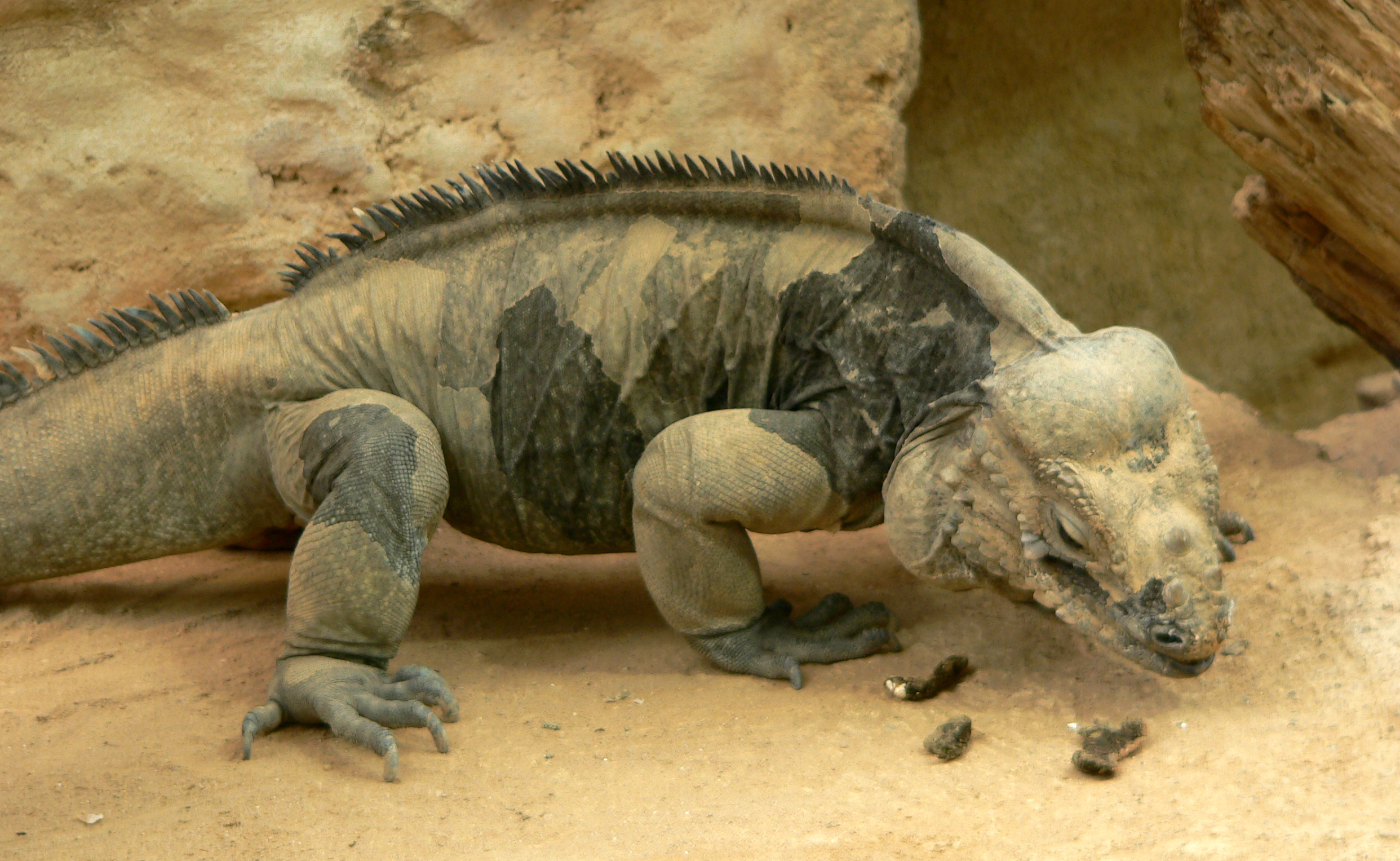
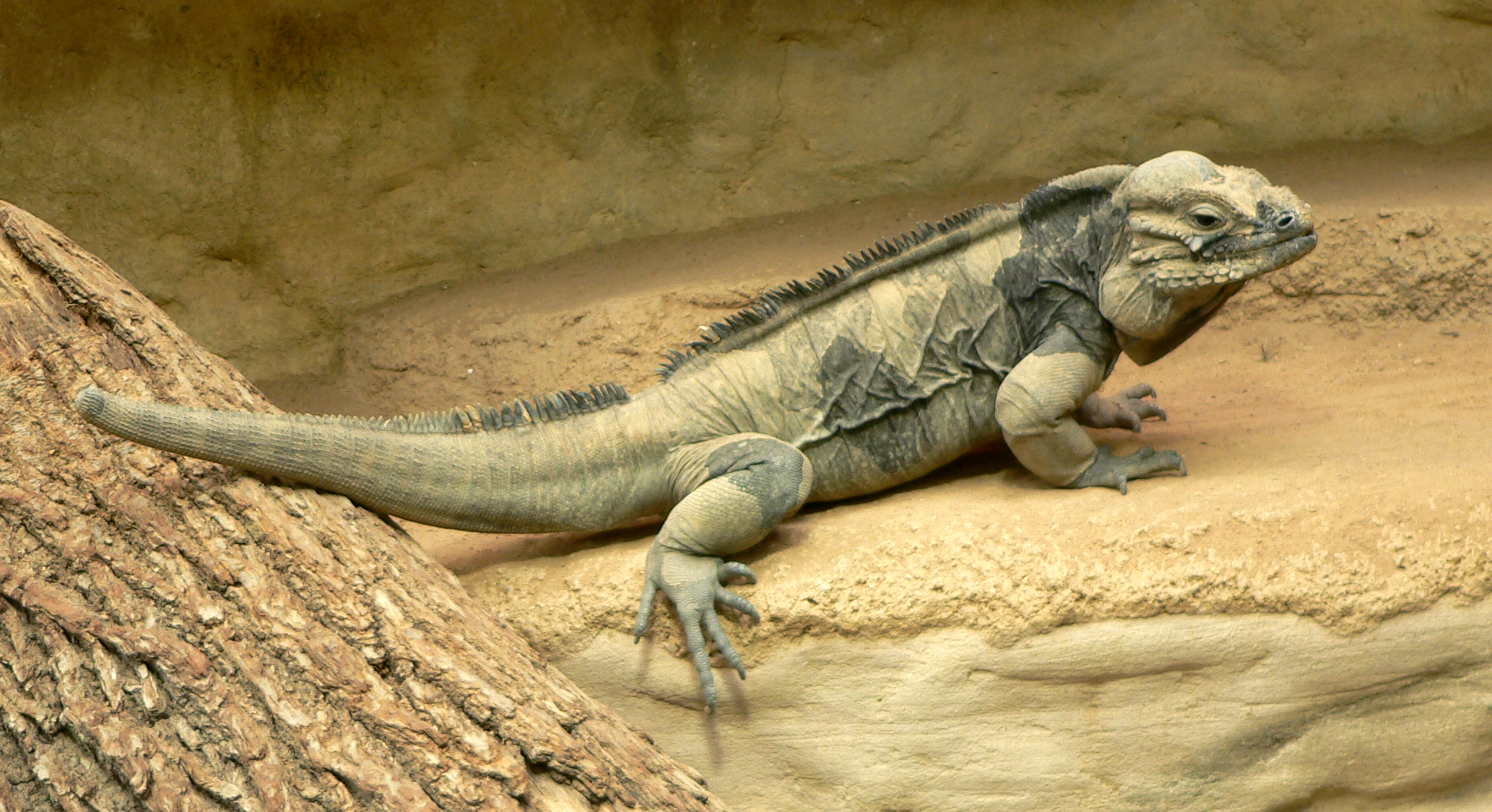